# Limehouse

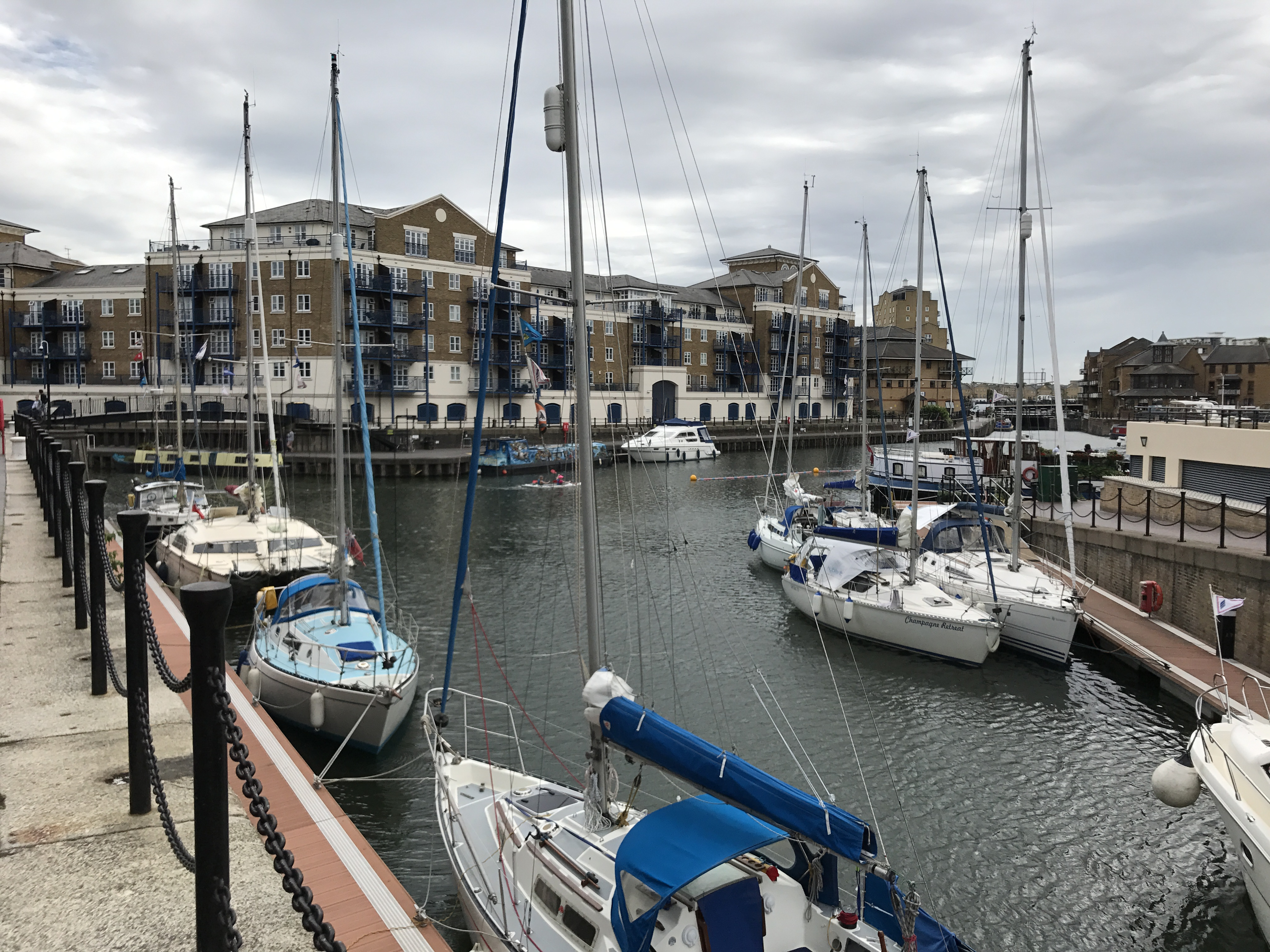
Limehouse

Limehouse es un vecindario al este de Londres, Reino Unido de Gran Bretaña e Irlanda del Norte, situado en el distrito de Tower Hamlets, en la orilla norte del río Támesis frente a Rotherhithe y entre Ratcliff al oeste y Millwall al este.
Limehouse se extiende desde la Cuenca de Limehouse en el oeste hasta el borde del antiguo barrio chino de Pennyfields en el este, y desde el Támesis en el sur hasta el Victoria Bridge en la unión de Ben Jonson Road y Rhodeswell en el norte.

## Etimología

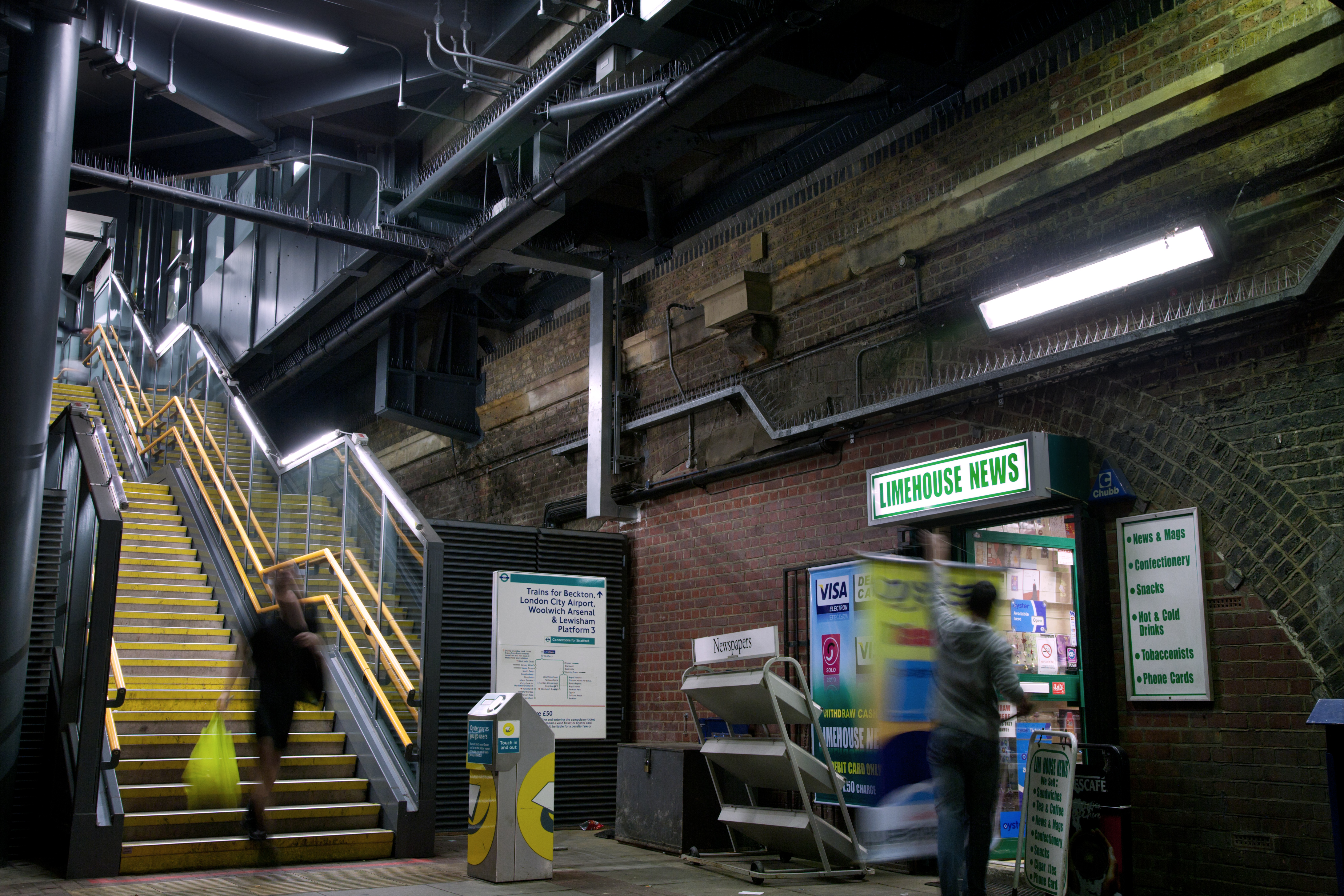
Estación de metro de Limehouse.

El nombre se refiere a los hornos de cal de la zona, situados junto al río en el siglo XIV y que proporcionaban cal para la construcción, aunque después sirven a los grandes talleres de cerámica que utilizaban los Muelles de Londres. 
El nombre proviene de inglés antiguo lim-ast (horno de cal). La primera referencia a Les Lymhostes se produce en 1356.